# Алузија
Алузија (лат. allusio - говорење о једној ствари док се мисли на другу) је стилска фигура исказа која остварује своје значење упућујући на неки познати догађај или на неко дело, лик или ситуацију (нпр. Пирова победа).
У најширем смислу, свака врста метафоричког изражавања има алузиван карактер; у књижевности, алузија је првенствено усмеравање читаочевих асоцијација у правцу неког другог књижевног дела или мита. Нарочит значај ове врсте имају митолошке алузије у класичној и класицистичкој поезији. Примере овог типа налазимо код Лукијана Мушицког, Петра Петровића Његоша, Војислава Илића и др. Овакве алузије могу бити структурално шире развијене, као основа неке песме, алегорије или пародије, нарочито дела која се у свом дејству ослањају на формалне или садржинске паралеле и контрасте са неким ранијим делом (типа херојско-комични еп).
Поред тога, алузија може да се односи и на одређен догађај, личност или актуелну друштвену или политичку ситуацију. Овакве се алузије могу наћи као основе сатире, нпр. код Радоја Домановића.
У новијој поезији, алузија је важан елемент песничког изражавања амбивалентног доживљавања света, нпр. Тин Ујевићева Колајна.

## Примери
Ђе си, Марко, нагнута делијо?
Иако си турска придворица,
ал' си опет наша перјаница.
Појаш', Марко, твојега, Шарина,
од оружја ништа не узимај
до твојега тешка шестоперца;
њим Алију згоди међу плећа,

па му на част Пророк и хурије!
(Алузија на Марка Краљевића; Горски вијенац, Петар II Петровић Његош)